# ديتيري مايس
ديتيري مايس (بالألمانية: De'Teri Mayes)‏ مواليد 5 أغسطس 1974 في مونتغومري، هو لاعب كرة سلة أمريكي معتزل. بدأ مسيرته الاحترافية في سنة 1999. يبلغ طوله 6 قدم 3 بوصة (1.9 م). اعتزل اللعب في 2013. لعب مع سوانز غموندن وكابفنبيرغ بولز.

## الإنجازات
- كأس النمسا لكرة السلة (3): 2002–03، 2003–04، 2007–08
- كأس السوبر النمساوية لكرة السلة (4): 2004، 2005، 2006، 2007

## روابط خارجية
- ديتيري مايس على موقع الاتحاد الدولي لكرة السلة (الإنجليزية)
- ديتيري مايس على موقع الدوري الأوروبي لكرة السلة (الإنجليزية)
- ديتيري مايس على موقع كرة السلة الأوروبية.كوم (الإنجليزية)
- ديتيري مايس على موقع كلية كرة السلة في سبورتس رفرنس.كوم (الإنجليزية)
- ديتيري مايس على موقع ريلجم (الإنجليزية)
- ديتيري مايس على موقع سبورتس رفرنس (الإنجليزية)